# Nissan Juke-R (videojuego)
Nissan Juke-R es un videojuego de carreras de 2012 desarrollado por 101% y publicado por Nissan para navegador web. El juego promociona la Nissan Juke-R.

## Jugabilidad
Es un juego de carreras de drift donde se conduce una Nissan Juke-R en un circuito de carreras dentro de un aeropuerto donde el objetivo es derrapar para ganar la mayor cantidad de puntos posibles y terminar una vuelta en menos de tres minutos.

## Desarrollo
El juego fue desarrollado por la empresa italiana 101% para Nissan y tuvo un tiempo de desarrollo de un mes por un grupo de solo cinco desarrolladores los cuales son Andrea Leganza, Benedetto Spada, Stefano Murazio y Alessio Verolini.